# Magyar Légierő
A Magyar Légierő (angolul Hungarian Air Force) a Magyar Honvédség önálló haderőneme. Nemzetközi rövidítése: HunAF.
A Magyar Légierő feladata Magyarország légterének védelme és ellenőrzése különböző eszközökkel (harci repülőgépek, légvédelmi rakéták, radarrendszerek), valamint a Magyar Honvédség szárazföldi alakulatainak légi támogatása (harci repülőgépekkel és helikopterekkel), szállítása (szállító repülőgépekkel és helikopterekkel).

## Hivatása
Légi technikáival (repülőgépek stb.), fegyvereivel, légvédelmi rakétákkal védi a magyar légtér sérthetetlenségét, a Magyar Köztársaság szuverenitását. Háborúban feladata védeni a magyar légteret a betolakodóktól, ellenséges erőktől, földi létesítmények, városok, stratégiai fontosságú területek védelme, szárazföldi csapatok légi oltalmazása, a légi fölény kivívása, ellenséges földi és légi csapatok támadása. Ellenséges erők, területek, stratégiai fontosságú helyek bombázása, támadása.

## Felségjelzése
A Magyar Légierő felségjelzése a szabványosított és megfelelő szélességű, magasságú és arányú, ék alakba foglalt nemzeti színek (RAL 3000 piros, RAL 9003 fehér, RAL 6002 zöld). A felségjel egyenlőszárú, fehér szegéllyel keretezett háromszög, amelynek magassága a háromszög alapjának kétszerese. A befogók mentén piros és fehér sáv húzódik, amelyek szélessége az alap egyhatod része. A háromszög maradék területe zöld színű.
Ilyen felségjelzéssel repültek a MiG–21-esek, Szu–22-esek, MiG–23-asok is 1991 után. Az utolsó géptípus a MiG–29-es, és a Jak–52-es, illetve L–39ZO Albatros volt, amely még ezzel a felségjelzéssel repült. 2006-tól a felségjelzésről eltűnnek a színek, és helyükre azok szürke árnyalatai kerülnek (RAL 3000 piros helyett RAL 7045 sötétszürke, RAL 9002 fehér helyett RAL 7047 világosszürke, RAL 6002 zöld helyett RAL 7046 sötétszürke). A magyar Gripenek már ilyen felségjelzéssel repülnek. A többi alakulat eszközein (helikopterek, harckocsik, harcjárművek stb.) megmarad a piros, fehér, zöld ék (kisebb mint a repülő eszközöknél), mint felségjelzés.
A felségjelzést 21/1998. (XII. 21.) HM rendelet szabályozza.

A Vörös Repülőcsapat első felségjelzése 1919-ben.
A Vörös Repülőcsapat második felségjelzése 1919-ben.
A Vörös Repülőcsapat harmadik felségjelzése 1919-ben.
A Magyar Királyi Honvéd Légierő felségjelzése (1938–1941).
A Magyar Királyi Honvéd Légierő felségjelzése a II. világháborúban (1942–1945).
A Magyar Honvédség légierejének felségjelzése (1948–1949).
A Magyar Honvédség légierejének felségjelzése (1949–1951).
A Magyar Néphadsereg légierejének felségjelzése (1951–1990).
A Magyar Légierő felségjelzése (1990–1991).
A Magyar Légierő felségjelzése 1991-től.
A Magyar Légierő felségjelzése, szürke árnyalatokkal.

## Története

### A kezdeti évek és a két világháború
Maga a Monarchia repülő egységei a Katonai Légjáró Intézet (Militär-Aeronautische Anstalt) keretei között fejlődtek ki (elsősorban ballonrepüléssel, majd merevszárnyú repülőgépekkel is foglalkoztak), 1909-től K. u. K. Luftschifferabteilung („Cs. és k. Léghajóosztály”) néven működött az újjászervezett egység, Fischamendbe, az első hadi légikikötőbe települtek (Bécsújhelyen ebben az évben megkezdték az első repülőtér építését). A világháborúban több magyar pilóta is „ászpilóta” minősítésűvé vált: ittebei Kiss József (20 légi győzelem), Fejes István tiszthelyettes (310 bevetés – rekord a Légjáró csapaton belül, 18 légi győzelem), Gräser Ferenc hadnagy (16 légi győzelem), Kaszala Károly tiszthelyettes, Modory (Májer) József százados, Udvardy Ferdinánd törzsőrmester (10 légi győzelem), Tahy Sándor hadnagy (8 légi győzelem), Hefty Frigyes tiszthelyettes (7 légi győzelem), Háry László százados, Risztics János, Kasza Sándor törzsőrmester (6 légi győzelem). Az első magyar katonai repülő, Petróczy István kiemelkedő munkássága hozzájárult eme sikerekhez, több magyar ászpilóta az ő növendéke, az első „tábori pilóta” igazolványt megszerzők egyike volt (1910-ben, a Monarchia harmadik ilyen minősítésű tisztje, illetve az első magyar; ekkor a „Katonai Léghajós Részleg”-nél szolgált), több éven keresztül foglalkozott az osztrák–magyar pilótakiképzéssel, az 1911-ben felállított bécsújhelyi katonai repülőiskola vezetőjévé nevezték ki.
Az őszirózsás forradalom idején, novemberben egy Lugosról felszálló – vélhetően katonai – repülőgép bombavetést hajtott végre román fosztogató parasztokra, amely 104 halálos áldozatot követelt (az eset pontos behatárolására nincs információ). A Tanácsköztársaság idején a megmaradt állomány újjászerveződött Vörös Légjárócsapat névvel. Háry László százados a győri 8. vörös repülőszázad parancsnoka lett, és harci feladatainak ellátása mellett „Háry-cirkusz” becenéven járták az országot bemutatórepülésekkel.
Az 1920-ban aláírt trianoni békeszerződés értelmében az ország légierővel nem rendelkezhetett. Ezért a korábbi repülőalakulatok és pilóták egy része a polgárinak minősített Légügyi Hivatal (LÜH) alárendeltségébe került. Az elméleti fejlesztéseket sem tiltotta a békeszerződés, még 1920-ban pilótaképzés indult Budapesten, Szegeden, Szombathelyen és Miskolcon. Horthy Miklós 1938. december 28-án kelt döntése értelmében alakult meg a Magyar Királyi Honvéd Légierő, amely 1939. január 1-től önálló haderőnemként működött. 1945 májusában szűnt meg.

### A második világháború után
A második világháború után a magyar légierőt szovjet vadászrepülőkkel szerelték fel.

### 1990 után
1990-ben a Magyar Néphadsereg Honi Légiereje megszűnt, jogutódja a Magyar Légierő lett. Gép- és személyi állományát a jogutód átvette. A drasztikusan változó külpolitikai helyzetek miatt a haderőnem feladatai megváltoztak. A többszöri haderőreform végrehajtása során a légierő gép- és személyi állománya is átalakult, az igényeknek, új kihívásoknak megfelelően lecsökkent.
1989-ben és az utána következő években mélyreható változások történtek az ország életében (a Köztársaság kikiáltása, többpártrendszer, a NATO csatlakozási szándék megfogalmazása), és ebből adódóan a haderőben (1990. március 15-étől Magyar Honvédség) is. 1991-ben befejeződött a szovjet csapatok kivonása és megszűnt a Varsói Szerződés. A védelemre elegendő erő elve a gazdasági lehetőségeknek megfelelő, kisebb, korszerűbb, ütőképes haderőt igényelt. Emellett a haderő-átalakítás egészét az egyre erősödő NATO orientáció is befolyásolta. Sajnos előbbi nem valósult meg a pénzhiány miatt.
A légvédelemnél a szervezési hullám elsőként a miskolci 105. Honi Légvédelmi Rakétaezredet érte el, amelyet 1990. június 30-áig a 104/2. honi légvédelmi rakétaosztállyal (Szabadszállás) együtt felszámoltak. Ezzel a borsodi tűzrendszer megszűnt. 1991. július 30-ával megszűnt a 104. Honi Légvédelmi Rakétaezred (két osztályát és az osztálycsoportot a Duna 11. Honi Légvédelmi Rakétadandár alárendeltségébe helyezték). Felszámolták a Légvédelmi Kiképző Központot és a Csapatlégvédelmi Kiképző Központot is.
Az 1991. májusában levezetett parancsnoki és törzs hadijáték tapasztalatai alapján 1991-ben az 1. Honi Légvédelmi Hadtest jogutódjaként megalakult a Légvédelmi Parancsnokság, amelynek alárendeltségébe kerültek a csapatlégvédelmi ezredek (7., 14., 18. és 15.), valamint az (akkor már) légvédelmi rakétatechnikai bázis (LÉRTB) is. A nagykanizsai MH 18. Légvédelmi Rakétaezred 1992. július 31-ei felszámolásával a győri MH 14. Rába Légvédelmi Rakétaezred és kalocsai MH 15. Kalocsa Légvédelmi Rakétaezredeket ötütegesre bővítették, viszont később megszűnt a LÉRTB (1995. január).
A szárazföldi csapatok kötelékébe tartozó légvédelmi alegységek átszervezése azok átszervezésével párhuzamosan történt. Ennek keretében 1990-ben kivonták a ZSZU-23-4 SILKA, majd 1996-ban a 9K31 Sztrela–1 és 9K35 Sztrela–10 légvédelmi rakétakomplexumokat. Megszűnt a váci 8., és jánoshalmai 102. Légvédelmi Tüzérezred (1990-ben), majd később a karcagi 6. és nagyoroszi 87. Légvédelmi Rakétaezred (1997-ben). Az 5. Önálló Légvédelmi Tüzérezredet először háromosztályos dandárrá, majd kiképző ezreddé szervezték át, végül 1997-ben megszüntették. A Nagyorosziban levő szervezetek a 87. Légvédelmi Tüzérezred bázisán osztályként újjászervezték, majd a francia Mistral (az első nyugati légvédelmi rakéta fegyverrendszer) eszközök rendszeresítésével ezreddé fejlesztették.
A honi légvédelemnél a 11. Honi Légvédelmi Rakétadandár szervezetében az alárendeltek összetétele gyakran változott. Osztályok szűntek meg, helyőrségváltások történtek. A dandár 1995. július 28-án kilépett a készültségi szolgálat rendszeréből. Bázisán 1997 végén megalakult a 11. Vegyes Légvédelmi Rakétaezred, melyben egynemű zászlóaljakat SZ-75 Dvina (VOLHOV), illetve SZ–125 Nyeva–M (NYEVA) hoztak létre, a SZ-200 VEGA rendszert kivonták a hadrendből. 2001. június 30-ával a szervezetet felszámolták, ezzel megszűnt a Budapest – Dunaújvárost védő tűzrendszer.

#### A Magyar Légierő adatai (1993)
- Létszám: 18 300 fő, ebből 12 900 sorállományú.
- Tartalékállományban: 10 000 fő.

Szervezeti felépítés:
- 3 harcirepülő-ezred:
  - 47. Pápa Harcászati Repülőezred
  - 31. Kapos Harcászati Repülőezred
  - 59. Szentgyörgyi Dezső Harcászati Repülőezred
- 3 harci helikopter-ezred:
  - MH 87. Bakony Harci Helikopter Ezred
  - 
MH 89. Vegyes Szállító-Repülő Ezred
  - MH 86. Szolnok Helikopter Ezred
- 1 légvédelmi rakétadandár:
  - 11. Duna Honi Légvédelmi Rakétadandár
- 3 légvédelmi rakétaezred:
  - MH 7. Bethlen Gábor Légvédelmi Rakétaezred Keszthelyen
  - MH 14. Rába Légvédelmi Rakétaezred Győrben
  - MH 15. Kalocsa Légvédelmi Rakétaezred Kalocsán
- 1 rádiótechnikai dandár:
  - 54. Honi Rádiótechnikai Dandár Veszprémben[6]

| Származási hely                | Megnevezés        | Kép                                                      | Mennyiség         | Megjegyzés                                                  |
| Harci repülőgépek              | Harci repülőgépek | Harci repülőgépek                                        | Harci repülőgépek | Harci repülőgépek                                           |
| ------------------------------ | ----------------- | -------------------------------------------------------- | ----------------- | ----------------------------------------------------------- |
| Szovjetunió                    | MiG-21            | Hungarian Air Force Mikoyan-Gurevich MiG-21bis Lofting-1 | 107 db*           | MiG-21MF (41 db*), MiG-21bisz (44 db*) és MiG-21UM (22 db*) |
| Szovjetunió                    | MiG-23            | Hungarian Air Force Mikoyan-Gurevich MiG-23MF Lofting-1  | 12 db             | MiG-23MF (9 db) és MiG-23UB (3 db)                          |
| Szovjetunió                    | MiG-29            | Hungarian Air Force Mikoyan-Gurevich MiG-29UB Fulcrum-B  | 28 db             | MiG-29B (22 db) és MiG-29UB (6 db)                          |
| Szovjetunió                    | Szu-22            | Hungarian Air Force Sukhoi Su-22M3 Lofting-1             | 14 db             | Szu-22M3 (11 db) és Szu-22UM3 (3 db)                        |
| Oktató és gyakorló repülőgépek |                   |                                                          |                   |                                                             |
| Csehszlovákia                  | L-39 Albatros     | L39 Hungary (20641746011)                                | 20 db             | 12 db üzemel, 8 db tartalék                                 |
| Csehszlovákia                  | Zlin-43           | Zlin 43 Repulogep                                        | 4 db              |                                                             |
| Szállító repülégépek           |                   |                                                          |                   |                                                             |
| Szovjetunió                    | An–26             | L39 Hungary (20641746011)                                | 9 db              |                                                             |

A darabszámok az 1993-ban meglévő fizikai mennyiséget (repesemény következtében meg nem semmisült vagy kivont) és nem a hadrafogható gépek számát jelölik.
*a még rendszerben álló MiG-21 altípusokból összesen 139 db-ot rendszeresítettünk, amelyből 32 db semmisült meg vagy lett kivonva repesemény következtében 1993-ig. Ezenfelül egyéb okokból (pl. üzemidő lejárta) is vontak ki gépeket, amit nem tükröz a fenti szám.
Légvédelmi rakéták: 16 települési helyen, 70 db SZ–75 Dvina (SA–2) indító, SZ–125 Nyeva–M (SA–3). 18 db indító állvány Keszthely Krug (SA-4 Ganef)

### 1999 utáni változások, fejlesztések

#### Vadászlégierő: MiG–21-től a Gripenig

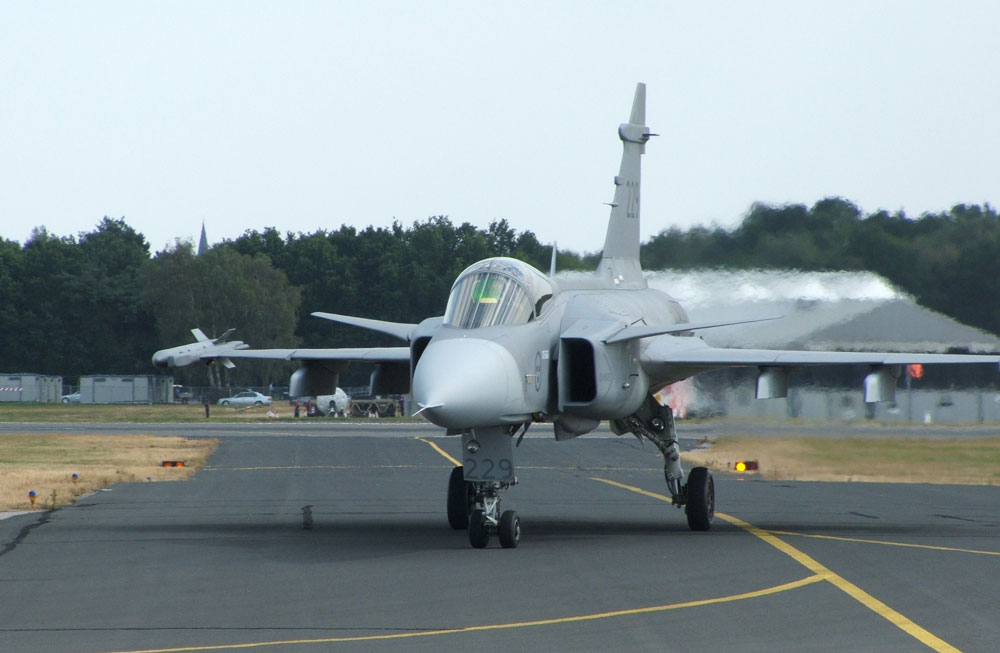
Gripen a Farnborough 2006-on

1999. március 16-ától Magyarország tagja az Észak-atlanti Szerződés Szervezetének. Ezzel végérvényesen megindult a haderő és benne a légierő átalakítása. Kisebbé, olcsóbbá és hatékonyabbá tétel lett a fő cél. Ezért több, ekkorra már elavult repülőgépet vont ki a HM a hadrendből. Ezek a MiG–21, a MiG–23 és a Szu–22 típusok. Utóbbit kivonásuk előtt előbb nagyjavították. Még a délszláv háború idején, 1993-ban érkezett az orosz államadósság fejében 28 db MiG-29, de ahogy ezek megérkeztek, már látszott, hogy nem a MiG–29-es a hosszútávú megoldás. Érkeztek ezután Magyarországra a külföldi cégek, és olyan gépeket ajánlottak, mint az F–16-os, F/A–18 Hornet, Mirage 2000–5. Tervben volt a meglévő MiG–21-es állomány modernizálása, izraeli segítséggel. A Nemzetbiztonsági Kabinet 2001 februárjában döntést hozott 24 db használt F–16-os lízingjéről, de ez szeptember 10-én módosult, a „gazdasági szempontból kedvezőbb” svéd ajánlat irányába, a Gripenek felé, amelyből mindössze 14 db-ot rendelt az ország. A „csak” 14 db-os gépmennyiséget annak magasabb műszaki-technológiai színvonalával indokolták: a Gripen erős fegyverzetű, negyedik generációs, több célú (vadász, támadó, felderítő) gép, mely akár 60 km-rel hamarabb észlel egy MiG–29-est, mint az őt, köszönhetően kis méretének. Így kb. 28, korábban használt gép feladatát tudja ellátni ez a 14 gép. 28 db MiG-29-esből 2002-től már csak 14 volt rendszerben, és ezeket is 2006-tól folyamatosan váltották le a negyedik generációs több feladatú svéd Saab JAS 39 Gripenek. Bár utólag világossá vált, hogy a tizennégy gép csak a nemzeti légtérvédelmi feladatokat képes ellátni (mennyiségét tekintve), és több gép szükséges a NATO, illetve a missziós feladatok ellátásához, ezért valószínűleg a jövőben 1 század, de minimum 6-8 gép beszerzését tervezik. A Gripenek eredendően csak a svéd igényeket elégítették ki, ennek változása érdekében a JAS 39 A/B Gripenekből kialakították a magyar, illetve NATO igényeket is kielégítő Saab JAS 39 Gripen EBS HU (EBS HU: Export Basic Standard for Hungary) változatokat. Ennek is két változatát, az egyszemélyes C változatot, és a kétszemélyes, harci-gyakorló D változatot. A D változat is képes harci alkalmazásra, annyi különbséggel, hogy a D változatnak nincs fedélzeti Mauser BK-27 gépfegyvere. Magyarország Litening III típusú lézeres célmegjelölő konténert rendelt Izraeltől, amelyeket 2009 áprilisban rendszerbe is állítottak. A Gripen-század 2009. január 1-jétől ad váltott készültséget a MiG–29-esekkel, majd 2011. január 1-jétől véglegesen átveszik az ország légtérvédelmét. A honvédség 2003 augusztusa óta a típusátképzést megkönnyítendő, 2 db L–159 ALCA két- (B) és együléses (A, osz. 6006, 6007) kiképzőgépet bérelt a Cseh Légierőtől.
A MiG-29-esek 2010. december 7-én teljesítették utolsó készültségi szolgálatukat, majd december 31-én kivonták őket a rendszerből. Szabad ég alatt tárolva az évek alatt állapotuk jelentősen leromlott, értékesítésük többszöri próbálkozás ellenére is kudarcba fulladt. A Magyar Légierő egyetlen vadászrepülőgép-típusa a Gripen maradt.
2021 augusztusában megállapodás született a magyar Gripenek tovább fejlesztéséről: a gépek új MS20 block 2 szoftvercsomagot kapnak, modernizálják a radarokat (+70% felderítési távolság várható) illetve a METEOR és IRIS-T rakéták valamint a GBU-49 lézer-GPS kombinált vezérlésű bombák is bevethetővé válnak a fejlesztés után. Mind a három új fegyvertípus beszerzése folyamatban van.
2024 február 23-án szerződés született a 2026 után magyar állam tulajdonába kerülő eddig lízingelt 14 Gripen repülőgép műszaki támogatásának 2036-ig történő meghosszabbításáig. Ezzel eldőlt, hogy még legalább 10 évig a Gripenek adják a Magyar Légierő gerincét. A megállapodás értelmében 4 darab együléses Gripen C vadászrepülővel bővül a vadászgép flottánk 2025-26 között. A beérkező repülőgépek rendelkezni fog azokkal a korszerűsítésekkel, amelyekben a jelenlegi flottánk részesült és részesülni fog a közeli jövőben (MS20 Block 2 csomag). Ezekkel a repülőgépekkel 18 vadászgépre nő a légiflotta.

#### Szállító repülőgépek változása
A szállítógép flotta gerincét sokáig az An-26 típus adta. A rendszerváltás után a Magyarországra érkezett tíz An-26 közül összesen öt darab (405, 406, 407, 603, 110 oldalszámokkal) esett át többszöri nagyjavításon, üzemidő-hosszabbításon, azonban a típus pályafutása a Magyar Légierő színeiben 2020-ban véget ért. Az utolsó gép elbúcsúztatásával, 46 év üzemeltetés után június 11-én a kecskeméti repülőbázison ünnepélyes keretek között kivonták az An-26-ost a szolgálatból. A Honvédség néhány évre rámpás katonai szállító repülőgép nélkül maradt.
2018-ban a Honvédség két darab A319 repülőgépet és két Dassault Falcon 7X futár- illetve VIP-repülőgépet vásárolt illetve rendszeresített. A gépek személy és anyagszállítási feladatokat egyaránt ellátnak.
2020. november 17. szerződés született a brazil EMBRAER céggel két darab KC-390 típusú légi utántöltésre is képes katonai szállító repülőgép beszerzéséről – leszállításuk 2024-ben várható.
A saját szállítókapacitásokon felül a Magyar Légierő több nemzetközi együttműködésnek is a tagja, így van lehetősége A400M illetve C-17 repülőgépekkel is szállíttatni, ha szükséges. A NATO közösen üzemeltetett C-17-es flottája a Pápán állomásozik.

#### Helikopterek változása

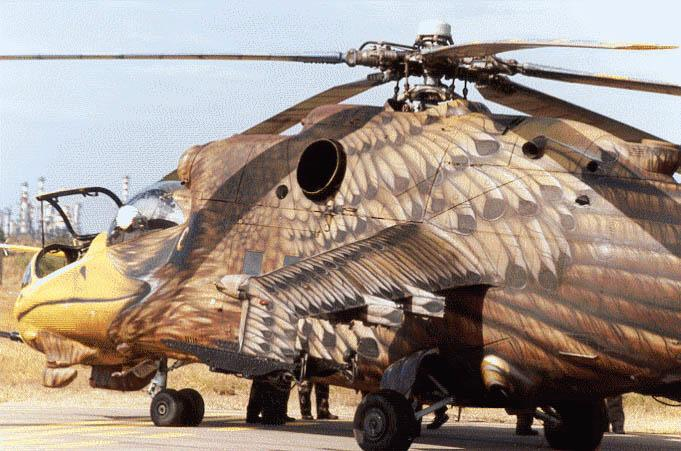
Magyar Mi–24D sasként, „Csőrike”

- Modernizálnak 12 db Mi–24 harci helikoptert, és 5 db Mi–17 közepes szállító helikoptert.[16][17][18]
- Mivel a korábban szolgálatban álló Mi-24 típusú helikoptereken 2012-ben már nem végezték el a további üzemidő hosszabbításokat, a Magyar Légierőnek 2013. január 1-jétől nincs olyan harci helikoptere ami repülhetne.[19]
- 2017-ben a Zrinyi 2026 haderő fejlesztés során nagyjavítottak 8 db Mi-24P/V típust és 2018-ban végrehajtották első éjszakai éleslövészetüket a Magyar Honvédség történetében először. A 2022-ben kezdődő Ukrajna elleni orosz invázió következtében életbe lépett Oroszország elleni szankciók miatt a típus alkatrészellátása és hosszabb távú üzemeltethetősége kérdéses lett.
- 2018-ban 20 db H145M többfunkciós könnyű szállító helikopter került megrendelésére illetve 2021 végéig leszállításra. 2023 júniusában az egyik helikopter lezuhant egy gyakorlat során.
- 2018 végén meg lett rendelve 16db H225M, amelyek beérkezése 2023-2025 között várható. Ezt követően a Mi-8 és Mi-17 típusok kivonásra kerülnek.

#### Légvédelmi eszközök változása
- A Sztrela és Igla rendszereket 2011-ben felszámolták új eszközök beszerzése nélkül. A Magyar Honvédség ember által hordozható (MANPADS) légvédelmi rakétarendszer nélkül maradt.[20]
- Az SA-6 Ganful (KUB) rendszereket modernizálták, a lengyel és magyar együttműködésben megvalósult modernizálás eredményeképpen a rendszer legfontosabb harcászati és technikai paraméterei javultak. Emellett NATO szabványú idegen-barát felismerő rendszerrel és (az épített utakon való közlekedést lehetővé tevő) gumibetétes lánctalppal rendelkezik.[21] Kivonásuk 2025-ben várható, a NASAMS rendszer váltja őket.[22]
- 2017-ben a gyakorlatokon felhasznált Mistral-2 rakéták pótlására a Honvédség új, nagyobb hatótávolságú Mistral 3 rakéták szerzett be. Ezzel együtt MATIS MP3 hőkamerákkal fokozták a kis hatótávolságú légvédelmi tűzegységek hatékonyságát és megkezdődött a radaros MCP tűzvezetési pontok modernizációja is.[22]
- Surface to Air Missile Operations Center – SAMOC légvédelmirakéta-vezetési rendszer kiépítése folyamatban van. 2021 augusztusában a győri légvédelmi rakétaezred laktanyájában átadásra került a SAMOC "irodai környezetben" üzemelő rendszere. További fix és mobil (konténeres) alkalmazások kiépítése is megtörtént.
- 2020 novemberében született meg a szerződés a NASAMS-3 rendszer beszerzéséről, aminek értelmében az első egységek 2023-ban érkeznek, míg a rendszer 2025-re lesz teljes. Az első tűzegységnek 2024 végére el kell érnie a műveleti készenlétet.[22] 2023 október 26-án a honvédelmi miniszter hivatalosan is átadta a NASAMS légvédelmi rendszer első kér alegységét a győri MH Dánielfy Tibor 205. Légvédelmi Rakétaezrednek. 2024 nyaráig a gyártó további négy NASAMS alegységet, valamint egy kisebb tartalék alegység technikai eszközeit szállítja.[23]

#### A magyar repülőgép-vezetők kiképzése 2004-től
- A magyar repülőgép vezetőket Magyarországon Zlín Z–242L-es és Z–143LSi típusokon képzik ki alapszinten, illetve a Gripen D (kétüléses gyakorló) változatával is folytatnak később képzéseket a már képesítéssel rendelkező vadász pilóták számára. Maga a vadászpilóta-képzés azonban nemzetközi együttműködésben valósul meg.
- A HM hosszútávú szerződést kötött a kanadai Védelmi Minisztériummal a magyar repülőgép-vezetők kiképzéséről Kanadában.
- Még a Gripenek érkezése előtt megkezdődött a fiatal magyar repülőgéppilóták kiválasztása, kiképzése. Az első magyar Gripen pilótákat Svédországban képezték ki az új géptípusra.
- Jelenleg, és valószínűleg a jövőben is a magyar pilótákat a NATO képzési programja alapján képezik az az NFTC rendszerében. A négy fázisból álló képzés során a kezdő repülőgép-vezetőből profi vadászpilótát képeznek. A képzés első fázisát Szolnokon, a továbbiakat külföldön teljesítik a jelöltek az NFTC keretében (NATO Flying Training in Canada). A kanadai képzésben 2002 és 2018 vége között 95 magyar pilóta részesült képzésben a NFTC keretien belül.
- A kanadai képzést (NFTC) egy európai együttműködésben megvalósuló képzésre tervezi cserélni a Honvédség. A NATO Flight Training Europe (NFTE) nevezetű képzés 2023-ban indul el. Az NFTE több helyszínen nyújt majd több szintű képzést helikopterpilóták, vadászpilóták és drón-pilóták számára is [24] Az első két képzési helyszín: a csehországi Pardubice, a másik a Szardínia szigetén található Decimomannu. További képzési centrumok létrehozása várható szerte Európában.[25]
- 2021-ben a Magyar Légierő 20 kiképzett Gripen pilótával rendelkezett, akik átlagosan évi 100 órát repültek illetve 30 órát töltöttek szimulátorban.[26] A NATO ajánlása szerint 180 repült órát kellene teljesíteni évente egy vadász pilótának, de ezt nagyobb légierők (pl. Luftwaffe) pilótái sem teljesítik.[27]
- 2022 áprilisában bejelentés született 12 db L-39NG kiképző, felderítő és könnyű harci repülőgép beszerzéséről, amelyek a hazai pilóta képzést fogják segíteni.[28]

## Magyar Légierő alakulatai
- MH 59. Szentgyörgyi Dezső repülőbázis (Kecskemét)
  - Parancsnokság
  - Törzs
  - Harcászati Repülőszázad (Gripen)
  - Harcászati  Kiképző Repülőszázad
  - Szállítórepülő-század
  - Repülő Harcbiztosító és Üzemeltető Zászlóalj
  - Repülő-műszaki Zászlóalj
  - Logisztikai Zászlóalj
  - Művelettámogató Zászlóalj
  - Egészségügyi Központ
- MH 86. Szolnok Helikopter Bázis  (Szolnok)
  - Harci Helikopter zászlóalj
  - Szállítóhelikopter zászlóalj
  - Vegyes kiképző repülőszázad
- MH 47. Bázisrepülőtér (Pápa)
  - Parancsnokság
  - Törzs
  - Művelettámogató Zászlóalj
  - Hadműveleti Központ
  - Logisztikai Zászlóalj
  - Egészségügyi Központ
  - Nehéz Légiszállító Ezred (Heavy Airlift Wing)
- MH 12. Arrabona Légvédelmi Rakétaezred (Győr)
  - 1. Légvédelmi rakétaosztály  (SA-6 / Kub rakétarendszerrel felszerelve)
  - 2. Légvédelmi rakétaosztály  (Mistral rakétarendszerrel felszerelve)
  - Vezetési zászlóalj
  - Logisztikai zászlóalj
- MH Légi Műveleti Vezetési és Irányítási Központ (Veszprém)
  - Parancsnokság
  - Törzs
  - Biztosító alegységek
    - Híradó Zászlóalj
    - Informatikai Központ
    - Támogató Zászlóalj
    - ABV Riasztó-értesítő Regionális Központ

  - Végrehajtó alegységek
    - Hadműveleti Központ
    - Légi Irányító Központ
    - 1. Gerinc Radar Mérőpont (Békéscsaba)
    - 2. Gerinc Radar Mérőpont (Medina)
    - 3. Gerinc Radar Mérőpont (Bánkút)
    - 11. Radarszázad (Kup)
    - 12. Radarszázad (Juta)

  - Helyőrség-támogató alegységek
  - Egészségügyi Központ
- MH Légijármű Javítóüzem (Kecskemét)

## Magyar Légierő rendszerben lévő fegyverzete
A Magyar Légierő létszáma: kb. 5000 fő (2021)

### Repülőgépek, helikopterek
| Repülőgépek               | Repülőgépek                | Repülőgépek                       | Repülőgépek                        | Repülőgépek |         |
| Származási hely           | Megnevezés                 | Feladatkör                        | Mennyiség                          | Megjegyzés | Fénykép |
| ------------------------- | -------------------------- | --------------------------------- | ---------------------------------- | --- | ------- |
| Svédország                | Saab JAS 39 Gripen EBS HU  | többfeladatú vadászrepülőgép      | 14 db + 4db beszerzés alatt        | - 2024 február 23-án szerződés született a 2026 után magyar állam tulajdonába kerülő eddig lízingelt 14 Gripen repülőgép műszaki támogatásának 2036-ig történő meghosszabbításáról. - 2025-ben és 2026-ban várhatóan további 4 géppel bővül a hazai Gripen flotta 18 vadászgépre növelve az állományt.                       |         |
| USA                       | C–17                       | szállító repülőgép                | 3 db                               | - Magyar felségjelzéssel, nemzetközi személyzettel, NATO kötelékben (a Pápán állomásozó Heavy Airlift Wing – Nehéz Légiszállító Ezred – részeként). |         |
| Franciaország Németország | Airbus A319-100            | szállító repülőgép                | 2 db                               | - A Magyar Honvédségnél a 604, 605-ös oldalszámot kapták a gépek. |         |
| Franciaország             | Dassault Falcon 7X         | szállító repülőgép                | 2 db                               | - A gép korábban a Dasnair S.A. flottájában repült HB-JSN lajstrommal. A Magyar Honvédségnél a 606-os oldalszámot kapta a gép. 606, 607 |         |
| Csehország                | Zlín Z–242L                | oktató- és futárrepülőgép         | 2 db                               | - Átvételük 2017. március 24-én történt meg. |         |
| Csehország                | Zlín Z–143LSi              | oktató- és futárrepülőgép         | 6 db                               | - 2020 december 18-án érkezett még 4 db, ezzel teljessé vált a Zlin kiképzőgép flotta. |         |
| Csehország                | L–39NG                     | kiképző és könnyű harci repülőgép | 4 db (+8 db repülőgép megrendelve) | - Az összes repülőgép leszállítása 2024 és 2028 között várható. |         |
| Brazília                  | Embraer KC–390             | szállító repülőgép                | 1 db (+1 db rendelve)              | - A Magyar Honvédség 2020. november 17-én 2 db Embraer KC–390-et rendelt meg. Az első repülőgép 2024 szeptember 5-én meg is érkezett végleges otthonába a kecskeméti bázisra. Várhatón 2024 végén vagy 2025 elején követi a második KC-390-es is.                                                                            |         |
| Helikopterek              |                            |                                   |                                    | |         |
| Származási hely           | Megnevezés                 | Feladatkör                        | Mennyiség                          | Megjegyzés | Fénykép |
| Franciaország Németország | Airbus Helicopters H145M   | szállító helikopter               | 19 db                              | - 10 általános szállító (LUH), 5 kutató-mentő (SAR) és 5 könnyű támadó felszereltségű (MP) helikopterrel rendelkezik a Honvédség. - Az eredeti 20 gépes flottából 2023. június 21-én Horvátország területén zajló hadgyakorlat során az egyik helikopter lezuhant és megsemmisült, a három fős személyzete életét vesztette. |         |
| Franciaország Németország | Airbus Helicopters H225M   | szállító helikopter               | 16 db                              | - Az első 2 db megérkezett 2023. július 17-én és 2025 július 11-én lett teljes a 16 gépes flotta. |         |
| Oroszország               | Mi–17                      | szállító helikopter               | 5 db                               | - 16 darab Airbus H225M helikopter váltja majd őket 2023-tól. |         |
| Szovjetunió NDK           | Mi-24 P/V                  | harci helikopter                  | 6+2 db                             | - Feladatait részben a felfegyverzett H145M helikopterek veszik át a jövőben. |         |
| Franciaország             | Eurocopter AS 350 Écureuil | kiképző helikopter                | 2 db                               | - 2018-ban nagyjavításon és fejlesztésen estek át. |         |

### Repülőgép-fedélzeti fegyverek
| Származási hely | Megnevezés        | Feladatkör                                                                   | Hordozó eszköz | Mennyiség                        | Megjegyzés | Fénykép |
| --------------- | ----------------- | ---------------------------------------------------------------------------- | -------------- | -------------------------------- | --- | ------- |
| USA             | AIM-9L Sidewinder | kis hatótávolságú légiharc-rakéta                                            | JAS 39 Gripen  | nincs adat                       | |         |
| Németország     | IRIS-T            | kis hatótávolságú légiharc-rakéta                                            | JAS 39 Gripen  | nincs adat                       | A rakéta publikus forrásokban elérhető darabára alapján ez a beszerzési érték 30-34 rakétára lehet elég. A rakéta gyakorlóváltozatai 2024-ben már megjelentek a Gripeneken. |         |
| USA             | AIM-120C AMRAAM   | közepes hatótávolságú légiharc-rakéta                                        | JAS 39 Gripen  | 40 db AIM-120C5 120 db AIM-120C7 | Ezek a NASAMS légvédelmi rendszer részeként is használhatóak lesznek. |         |
| USA             | AGM-65 Maverick   | Elektro-optikai és Félaktív lézeres irányítású levegő-föld rakéta            | JAS 39 Gripen  | 20 db AGM–65G 20 db AGM–65H      | |         |
| USA             | Mk-82             | irányítatlan légi bomba                                                      | JAS 39 Gripen  | nincs adat                       | |         |
| USA             | GBU-12            | félaktív lézeres irányítású légi bomba                                       | JAS 39 Gripen  | nincs adat                       | |         |
| Belgium         | FN MAG            | 7,62 mm-es "ajtógéppuska"                                                    | H145M          | nincs adat                       | Ismeretlen számú fegyverállvány is beszerzésre került FN MAG géppuskákhoz, amellyel az elhúzott ajtókból lehet tüzelni.                                                     |         |
| Franciaország   | Nexter NC621      | 20 mm-es gépágyúkonténer                                                     | H145M          | 5 db                             | 20x102 mm lőszert tüzelő gépágyú konténer |         |
| Belgium         | Thales FZ231      | 12 rakétás rakétablokk 70 mm-es irányított és nem irányított rakéták számára | H145M          | 5 db                             | Egyelőre csak az indítók kerültek beszerzésre, 70 mm-es rakéták megrendeléséről vagy éleslövészetéről nem érkezett hír.                                                     |         |

### A földi légvédelem eszközei
| Légvédelmi fegyverrendszerek    | Légvédelmi fegyverrendszerek                                                                                             | Légvédelmi fegyverrendszerek                                    | Légvédelmi fegyverrendszerek | Légvédelmi fegyverrendszerek |
| Származási hely                 | Megnevezés | Mennyiség                                                       | Megjegyzés | Fénykép                      |
| ------------------------------- | --- | --------------------------------------------------------------- | --- | ---------------------------- |
| Norvégia USA                    | NASAMS-3 | 6+1 üteg 120 db AIM-120C-7 AMRAAM rakéta 60 db AMRAAM-ER rakéta | 2023 október 26-án a honvédelmi miniszter hivatalosan is átadta a NASAMS légvédelmi rendszer első kér alegységét a győri MH Dánielfy Tibor 205. Légvédelmi Rakétaezrednek. 2024 nyaráig a gyártó további négy NASAMS alegységet, valamint egy kisebb tartalék alegység technikai eszközeit szállítja. |                              |
| Franciaország                   | Mistral | 45db ATLAS indító 9db MCP radaros vezetési pont                 | Mistral 3 + Safran Matis MCP vezetési pontok modernizálása folyamatban Egy 2023 júniusi szándéknyilatkozat szerint négy másik országgal közösen további rakéták kerülnek beszerzésre. |                              |
| Radarok, felderítő berendezések | |                                                                 | |                              |
| Származási hely                 | Megnevezés | Mennyiség                                                       | Megjegyzés | Fénykép                      |
| USA                             | AN/MPQ-64F1 Sentinel | nem ismert                                                      | 2020 novemberében született meg a szerződés a NASAMS-3 rendszer beszerzéséről, aminek részeként ismeretlen számú Sentinel radar is beszerzésre kerül. |                              |
| Izrael · Kanada                 | ELM–2084 | 11 db                                                           | Az elő radarok érkezése 2022-ben várható, 2027-ben érkezik az utolsó. |                              |
| USA                             | AN/TPX-54 másodlagos (IFF) radar                                                                                         | nem ismert                                                      | 2004-ben Mode 4-es képességet kapott |                              |
| Szovjetunió                     | P–14 (Tall King) | nem ismert                                                      | kérdéses, hogy valóban használatban van-e még. |                              |
| Szovjetunió                     | P–15 felderítő rádiólokátor                                                                                              | nem ismert                                                      | kérdéses, hogy valóban használatban van-e még. |                              |
| Szovjetunió                     | P–15 felderítő rádiólokátor                                                                                              | nem ismert                                                      | kérdéses, hogy valóban használatban van-e még. |                              |
| Szovjetunió                     | P–17 felderítő rádiólokátor                                                                                              | nem ismert                                                      | kérdéses, hogy valóban használatban van-e még. |                              |
| Szovjetunió                     | P–18 (Spoon Rest) nagy hatótávolságú digitális jelfeldolgozású, L sávban működő felderítő rádiólokátor                   | nem ismert                                                      | Felújítva, modernizálva. A modernizációt a HM Arzenál Zrt. végezte |                              |
| Szovjetunió                     | P–19 kis hatótávolságú felderítő rádiólokátor                                                                            | nem ismert                                                      | kérdéses, hogy valóban használatban van-e még. |                              |
| Szovjetunió                     | P–37 (Bar Lock) közepes hatótávolságú kétdimenziós felderítő és rávezető rádiólokátor                                    | nem ismert                                                      | Felújítva, modernizálva. A modernizációt a HM Arzenál Zrt. végezte |                              |
| Szovjetunió                     | PRV–16 (Thin Skin) kis hatótávolságú magasságmérő rádiólokátor                                                           | nem ismert                                                      | kérdéses, hogy valóban használatban van-e még. |                              |
| Szovjetunió                     | PRV–17 (Odd Pair) nagy hatótávolságú magasságmérő rádiólokátor                                                           | nem ismert                                                      | kérdéses, hogy valóban használatban van-e még. |                              |
| Szovjetunió                     | SZT–68U (Tin Shield) nagy hatótávolságú háromdimenziós digitális jelfeldolgozású felderítő- és magasságmérő rádiólokátor | nem ismert                                                      | |                              |
| Olaszország                     | Finmeccanica/SELEX Sistemi Integrati gyártmányú RAT 31DL 3 dimenziós, fix antennás digitális távolfederítő rádiólokátor  | 3 db                                                            | - A harmadik, egyben utolsó radar a Tolna vármegyei Medina (Magyarország) közelében található. - A rendszer közel 3 évtizedre oldja meg a Magyar Honvédség igényeit. |                              |

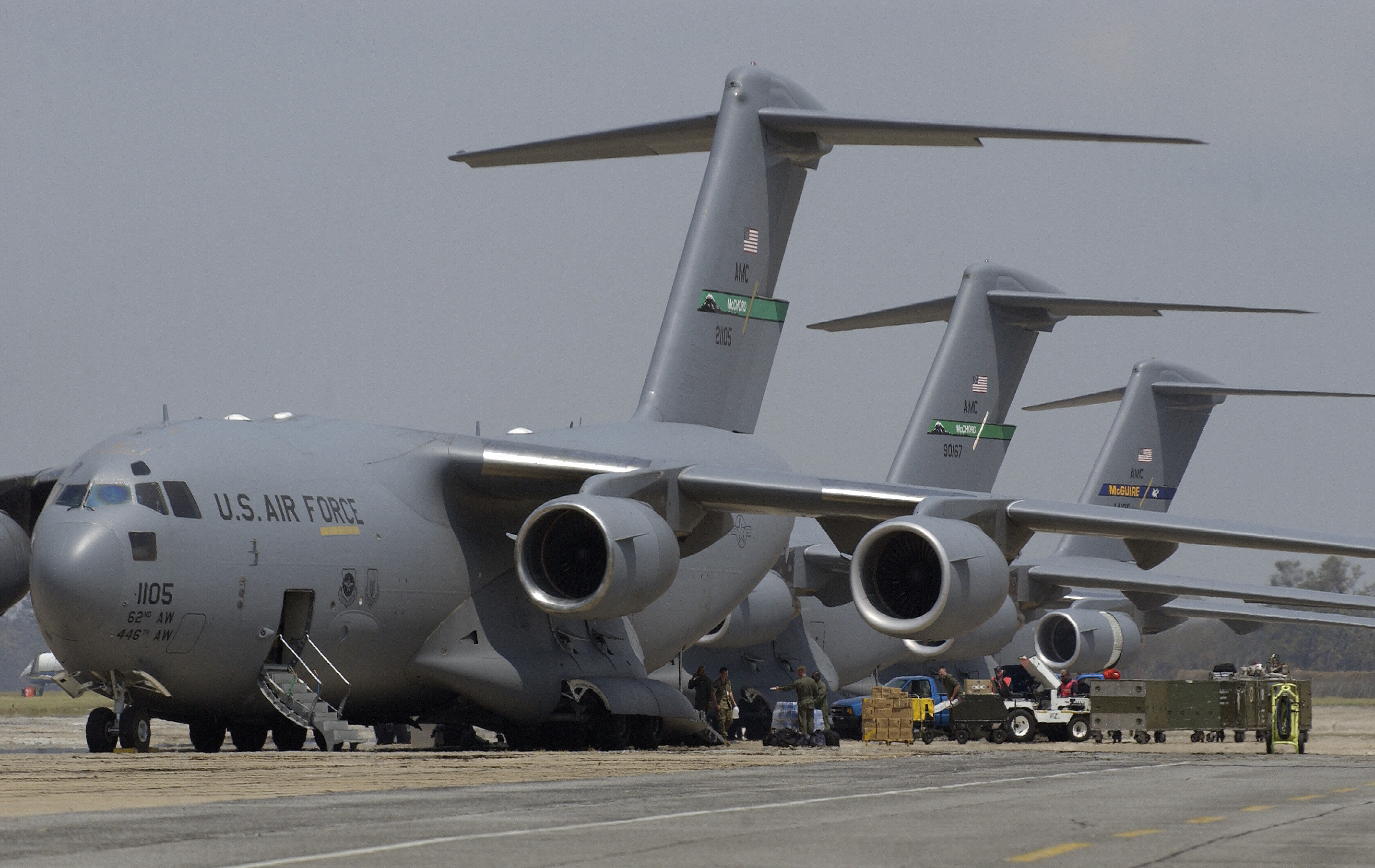
Amerikai C–17 Globemaster III szállítórepülőgépek Mississippi államban (USA)

2007-ben szóbeli megállapodás született a magyar honvédelmi miniszter és az amerikai védelmi miniszter között arra vonatkozóan, hogy a Magyar Honvédség állományába tartozó pápai bázisrepülőtér a NATO C–17-es gépekből álló közös szállítógépflottájának egyik bázisává váljon. Ezzel több száz új munkahely jönne létre a térségben, s feltehetően az afganisztáni magyar misszió utánpótlását is könnyebbé tenné, hiszen a C-17-es nehéz szállítógépeket Magyarország is használná, a NATO többi szövetségesével együtt. 2007 novemberében el is dőlt, hogy a C-17-esek Pápára költöznek. Az ide települő C–17-es szállító repülőgépeket a Magyar Honvédség regisztrálta, így a gépek magyar felségjelzéssel repülnek, a személyzet pedig nemzetközi. Az első repülőgép 2009. július 18-án érkezett meg Pápára.

## Hadrendből kivont repülőgépek és helikopterek
| Származási hely                        | Megnevezés      | Feladatkör                     | Megjegyzés |             |
| Repülőgépek                            | Repülőgépek     | Repülőgépek                    | Repülőgépek | Repülőgépek |
| -------------------------------------- | --------------- | ------------------------------ | --- | ----------- |
| Szovjetunió                            | MiG–21          | vadászrepülőgép                | - A Magyar Néphadsereg összesen 261 darabot rendszeresített (ebből 74 megsemmisült) az alábbi altípusokból: - F-13: 80 db (ebből 29 db megsemmisült) - PF: 24 db (ebből 7 db megsemmisült) - MF: 50 db (ebből 9 db megsemmisült) - bisz – 75A: 15 db (ebből 7 db megsemmisült) - bisz – 75AP: 47 db (ebből 13 db megsemmisült) - U: 18 db (ebből 3 db megsemmisült) - UM: 27 db (ebből 6 db megsemmisült) - Az utolsó példányok (bisz és UM altípusúak) 2000. augusztus 24-én kerültek kivonásra Pápán. - Több példány múzeumokba került, mások Kecskeméten, Szolnokon vannak. |             |
| Szovjetunió                            | MiG–23          | vadászrepülőgép                | - Összesen 16 db került beszerzésre (ebből 12 db együléses MiG-23MF és 4 db kétüléses MiG-23UB). Ebből 4 db semmisült meg. - A típus 1996. december 17-én került kivonásra. - Több példány kiállítva. |             |
| Oroszország                            | MiG–29          | vadászrepülőgép                | - Eredetileg 28 db-ot szereztek be Oroszországból. - 2010. december 7-én teljesítették utolsó készültségüket (december 31-én kivonták őket) - A (9-12) és UB változat. - Majdnem minden darab a kecskeméti repülőtéren, szabad ég alatt áll. |             |
| Szovjetunió                            | Szu–22          | csapásmérő/felderítő repülőgép | - Összesen 15 db-ot szereztek be (ebből 12 db együléses Szu-22M3 és 3 db kétüléses Szu-22UM3K). Ebből 3 db semmisült meg. - 1997-ben kivonták. - Több példány kiállítva. |             |
| Csehszlovákia · Németország            | L–39ZO Albatros | oktató repülőgép               | - A Magyar Légierő eredetileg 24 db L-39ZO Albatros repülőgépet szerzett be az egykori Keletnémet Légierő hagyatékából. - 2009. november 24-én kivonták. |             |
| Románia                                | Jak–52          | oktató repülőgép               | - 1994-ben 12 darab került beszerzésre Romániából (melyeket a román Aerostar vállalat készített). - Egy repülő 2003. november 13-án lezuhant, mindkét pilóta életét vesztette. - Egy repülő 2015. június 25-én kényszerleszállást hajtott végre Szolnokon, az egyik pilóta súlyos égési sérüléseket szenvedett. - Cseréjükre 2016 nyarán írtak ki tendert. 8 db Zlin gyártmányú gép pótolja őket. |             |
| Szovjetunió                            | An–24           | szállító repülőgép             | - Összesen 2 db utasszállító változat érkezett Magyarországra. - 1968-1992 között álltak hadrendben, mint kormánygépek. - 1 db Kecelen lett kiállítva. |             |
| Szovjetunió · Ukrajna                  | An–26           | szállító repülőgép             | - Oldalszámok: 405, 406, 407, 603, 110. - Az utolsó (406) 2020. június 11-én repült, amikor a típus hivatalosan is kivonása került. - Az újonnan beszerzett KC–390-esek váltják őket |             |

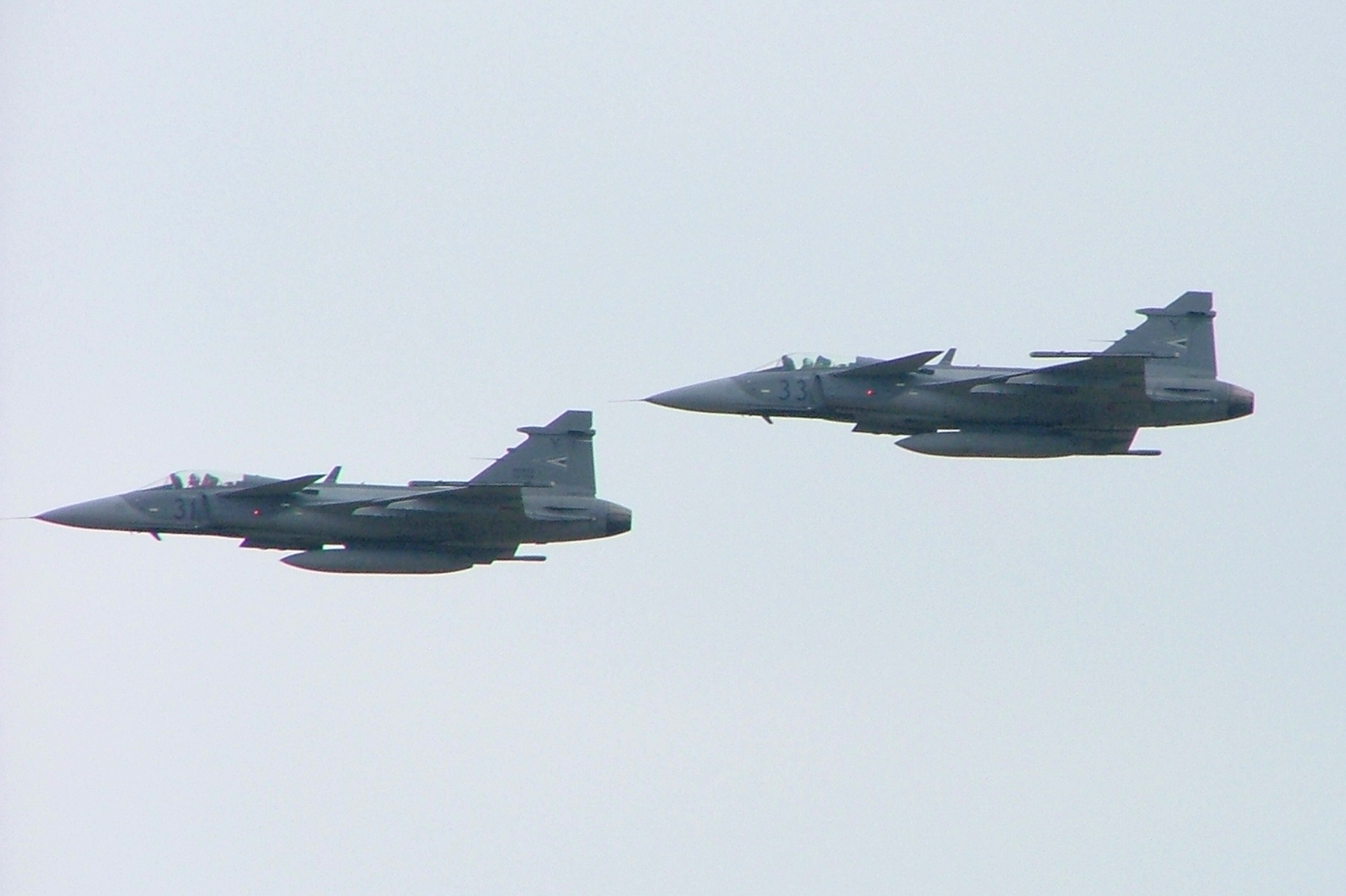
Magyar JAS 39 Gripen géppár.

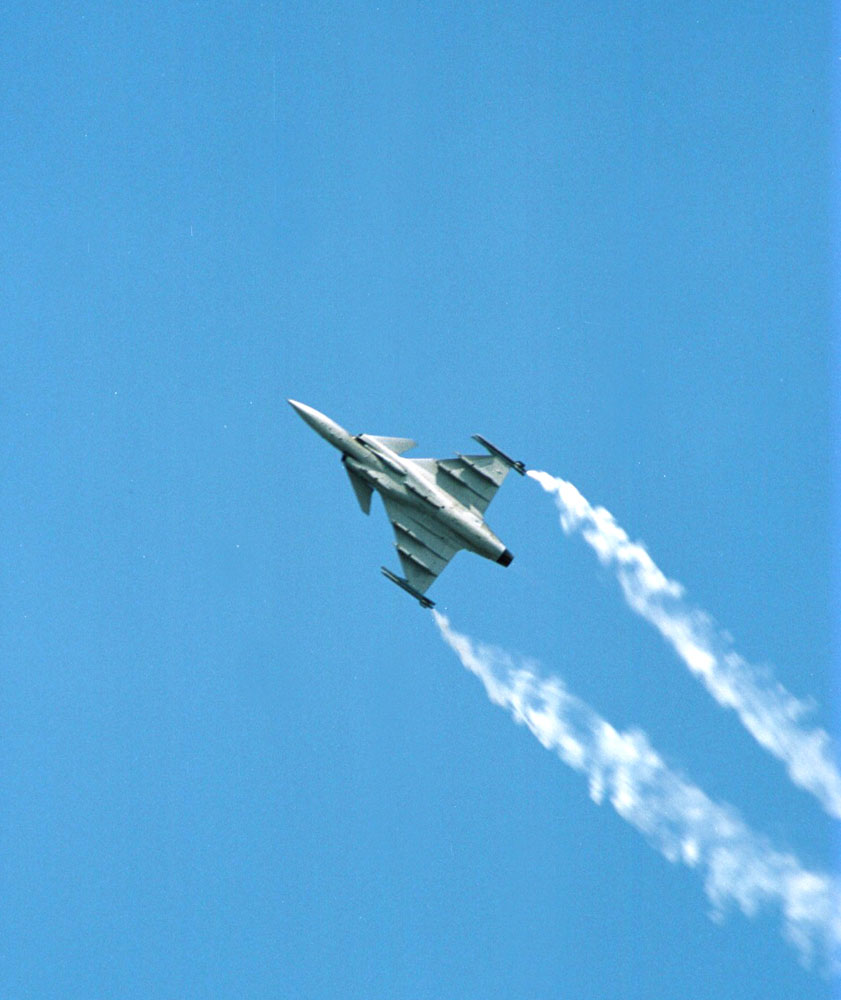
Gripen

| Szovjetunió · Finnország · Oroszország | Mi–8            | szállító helikopter            | Eredetileg 68 db Mi-8-as szállító helikopter állt a Magyar Néphadsereg, ill. Magyar Honvédség állományában. 2021-ben valamennyi Mi-8-as kivonásra került a Honvédség kötelékéből. |             |

## Repülőesemények és katasztrófák (2000 óta)
_________________________________________________________________________________________________________
2001.04.12. repesemény:
-Típus: Mi-24D
-Gyári szám: K 220579
-Oldalszám: 579
-Repülési megjegyzés: 2001.04.12. 10 ó. 47 p-kor nappal egyszerű időjárási viszonyok között, géppárban végrehajtott gyakorló fotólövészet során Gyulafirátót közelében a lőirányon összeütközött a kísérőgéppel (715 Mi-24V), a földhöz csapódott és kigyulladt. A helikopter személyzete (Sápi Zoltán százados gépparancsnok, Nagy László főhadnagy operátor) életét vesztette.
_________________________________________________________________________________________________________
2001.04.12. repesemény:
-Típus: Mi-24V
-Gyári szám: K 220715
-Oldalszám: 715
-Repülési megjegyzés: 2001.04.12. 10 ó. 47 p-kor nappal egyszerű időjárási viszonyok között, géppárban végrehajtott gyakorló fotólövészet során Gyulafirátót közelében a lőirányon összeütközött a vezérgéppel (579 Mi-24D), kényszerleszállást hajtott végre, melynek során felborult és összetört. A helikopter személyzete (Rolkó Zoltán százados gépparancsnok, Stumpf Péter főhadnagy operátor) súlyosan megsérült. 2012-ben a Die Hard 5 filmprodukció forgatásán a roncsot felrobbantották, a fémhulladékot elszállították.
_________________________________________________________________________________________________________
2005.05.11. repesemény:
-Típus: MiG–29B
-Gyári szám: n.a.
-Oldalszám: 02
-Repülési megjegyzés:
2005. május 11-én a kecskeméti repülőtér mellett a 02-es oldalszámú MiG–29B jobb oldali hajtóművének műszaki meghibásodása miatt lezuhant. A pilóta, Szabó „Topi” Zoltán Róbert százados, aki a 2005-ös Kecskeméti Nemzetközi Repülőnap műrepülő programjára gyakorolt, a kigyulladt és már égő repülőgépet kivezette a lakott terület és repülőtér fölül, majd sérülések nélkül katapultált az égő gépből.
____________________________________________________________________________________________________________________________________________
2008.01.31. repesemény:
-Típus: Mi-8P/T
-Gyári szám: 10445
-Oldalszám: 10445
-Repülési megjegyzés: 28 személy szállítására alkalmas, megnövelt üzemanyag-tartályos változat.1984.05.01-én átadásra került a 89. Szolnok Vegyes Szállítórepülő Ezred állományába.2001-ben a Dunai Repülőgépgyár Rt-ben átalakítva T változatra. 2008.01.31. Óballánál bepörgött, lezuhant, 3 fő, Lükő Zsolt+.
_________________________________________________________________________________________________________
2008.04.17. repesemény:
-Típus: MiG–29
-Gyári szám: n.a.
-Oldalszám: 15
-Repülési megjegyzés:
2008. április 17-én 15:52-kor bejövetel és átstartolás gyakorlása közben – ismeretlen okokból, behúzott futóművel a betont érintve – a 15-ös oldalszámú együléses gép lezuhant, a pilóta, Peszeki „Peszke”Zoltán őrnagy sikeresen katapultált. A katapultálást követően a pilóta nélküli gép irányítatlanul átszáguldott a 44-es főúton és a futópálya irányában a szántóföldön megállt. Bár részben egyben maradt, a gép jelentős, nagy mértékű sérüléseket szenvedett. A vizsgálatok lezárulásáig nem jelenthető ki felelős, de Tömböl László mk. altábornagy állítása szerint a repülési adatrögzítők kiértékelésének 2008. május 6-ai állapotakor a repülőgépben műszaki hibára utaló jeleket nem találtak.
____________________________________________________________________________________________________________________________________________
2015.05.19. repesemény:
-Típus: JAS 39 Gripen
-Gyári szám: n.a.
-Oldalszám: 42
-Repülési megjegyzés:
2015. május 19-én Čáslav katonai repülőterén leszállás közben a 42-es oldalszámú kétüléses JAS 39 Gripen túlfutott a futópályán, majd a két pilóta – Ugrik Csaba dandártábornok és Gróf Gergely őrnagy – sikeresen katapultált, a lesodródó repülőgép pedig összetört, javíthatatlan károkat szenvedett. A repülőgépet azóta pótolták: teljes a Gripen-flotta.
____________________________________________________________________________________________________________________________________________
2015.05.19. repesemény:
-Típus: JAS 39 Gripen
-Gyári szám: n.a.
-Oldalszám: 30
-Repülési megjegyzés:
2015. június 10-én Kecskeméten 10:52-kor kényszerleszállást hajtott végre a 30-as oldalszámú együléses JAS 39, az orrfutó meghibásodása miatt, mely nem rögzült nyitott helyzetben. A hasközépi felfüggesztő gerendára leszállt repülőgép a leszállás során lesodródott a futópályáról, miközben a pilóta – Kádár Sándor őrnagy – sikeresen katapultált, de a földet éréskor megsérült. A repülőgép bal szárnyfele javítható sérüléseket szenvedett.
____________________________________________________________________________________________________________________________________________
2023.06.21. repesemény:
-Típus: H145M
-Gyári szám: n.a.
-Oldalszám: n.a.
-Repülési megjegyzés:
2023.június 21-én, Horvátország középső részén, a Čikola-kanyon térségében, gyakorlórepülés közben eddig tisztázatlan körülmények között lezuhant a Magyar Légierő egyik H145M típusú helikoptere. A kiképzési feladatot két helikopter hajtotta végre, a balesetben érintett gép visszatérés közben, nem kijelölt légtérben csapódott a földnek. A fedélzeten tartózkodó három fő  – Radnai Ádám százados, Konrád Dávid főhadnagy és Lőrincz Tamás zászlós – a helyszínen életét vesztette. A helikopter a becsapódás következtében teljesen megsemmisült. Nem hivatalos horvát sajtóértesülések szerint a gép egy drótkötélnek ütközhetett, amely a kanyon felett húzódik. A kötél, valamint a felette húzódó vezetékek a léginavigációs térképeken jelölve voltak. A baleset okainak kivizsgálása magyar és horvát szakértők bevonásával jelenleg is tart.
____________________________________________________________________________________________________________________________________________

## Képek a Magyar Légierőről

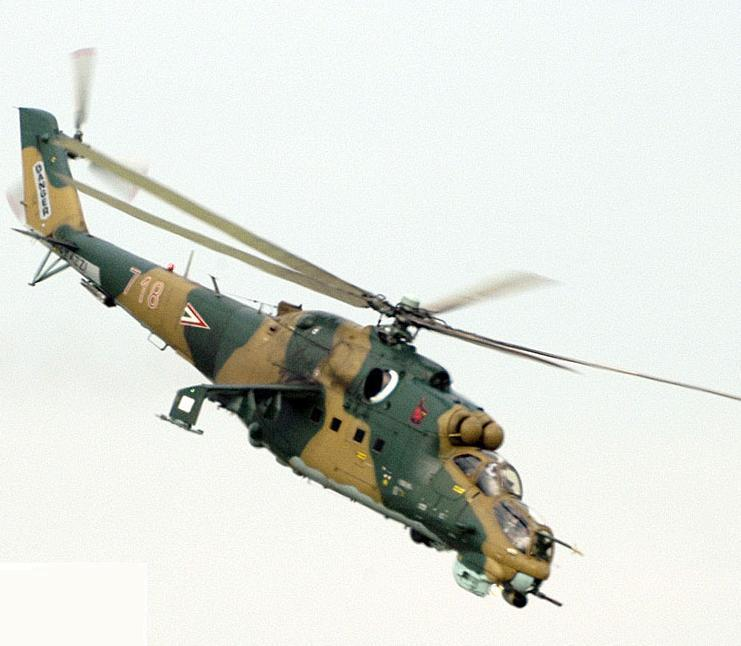
Mi-24D régi festéssel  - a D típus már nincs rendszerben
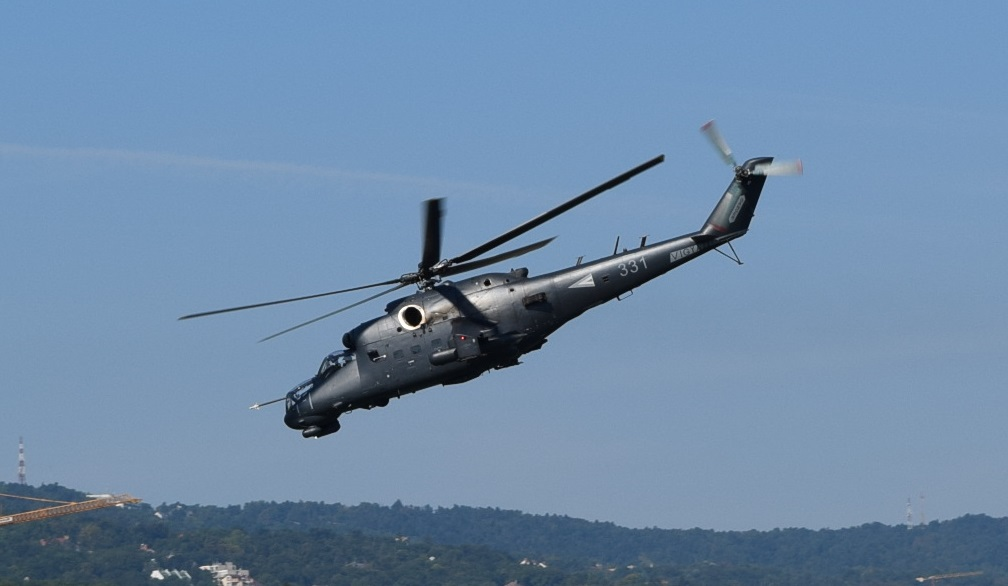
Gépágyús Mi-24P - csak korlátozott fegyverzettel vethető be jelenleg
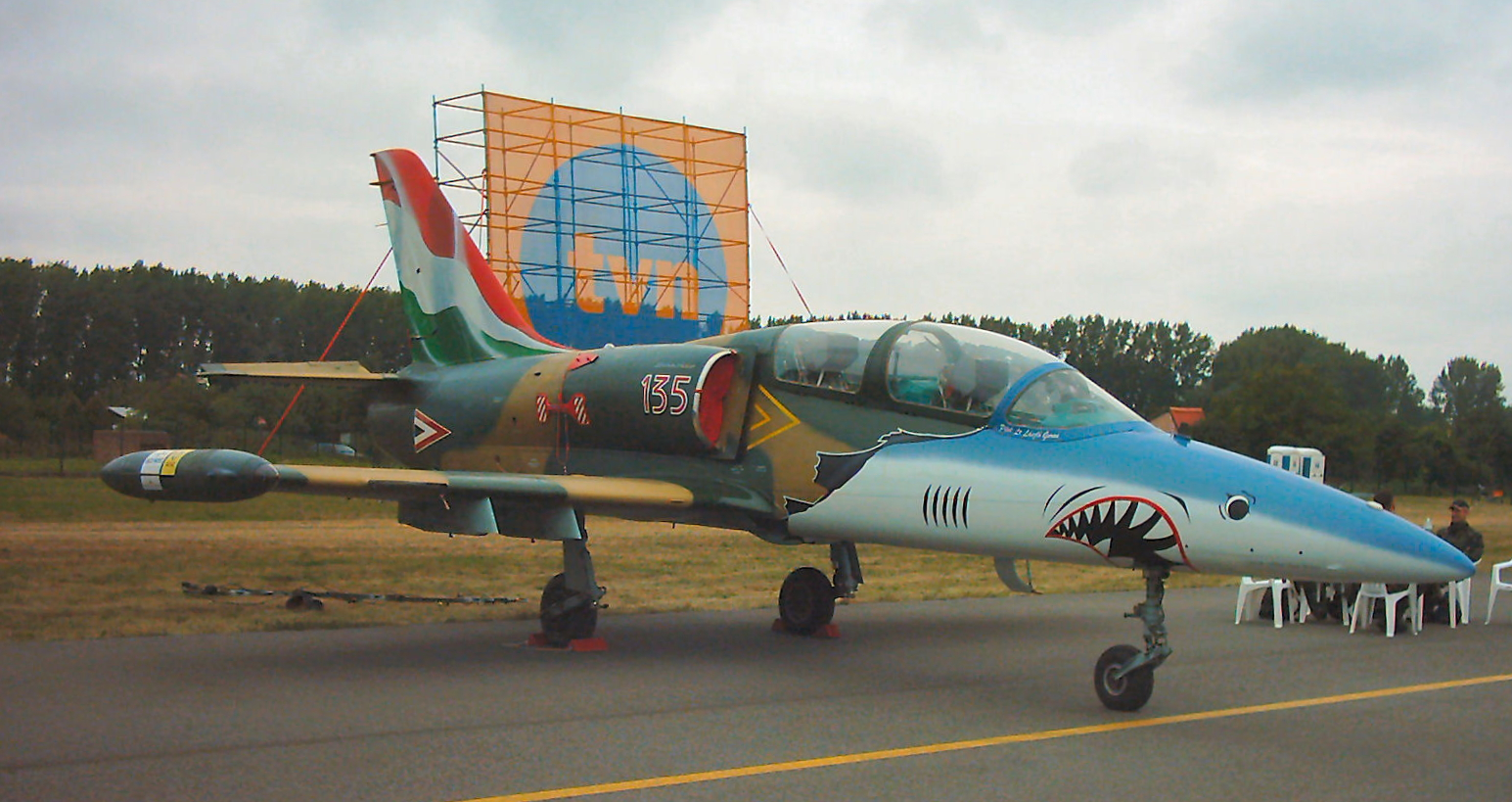
L-39 díszfestéssel egy repülőnapon - a típus már nincs rendszerben, de rövidesen érkeznek a hasonló feladatkörű L-39NG kiképző gépek
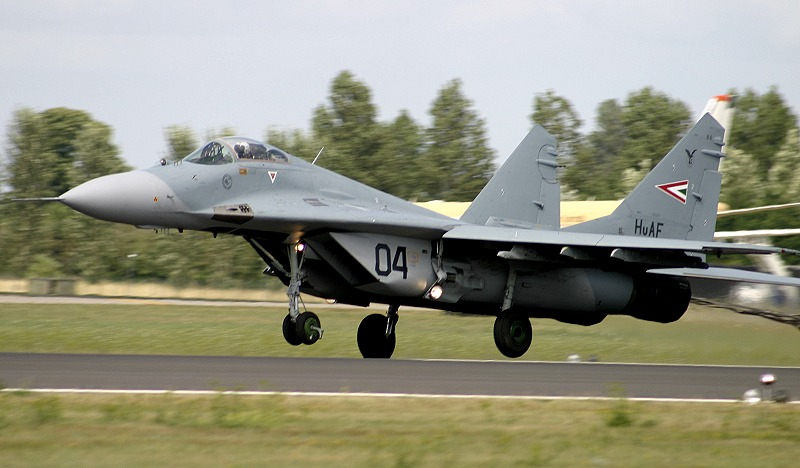
A MiG-29 2008-ban kivonásra került.
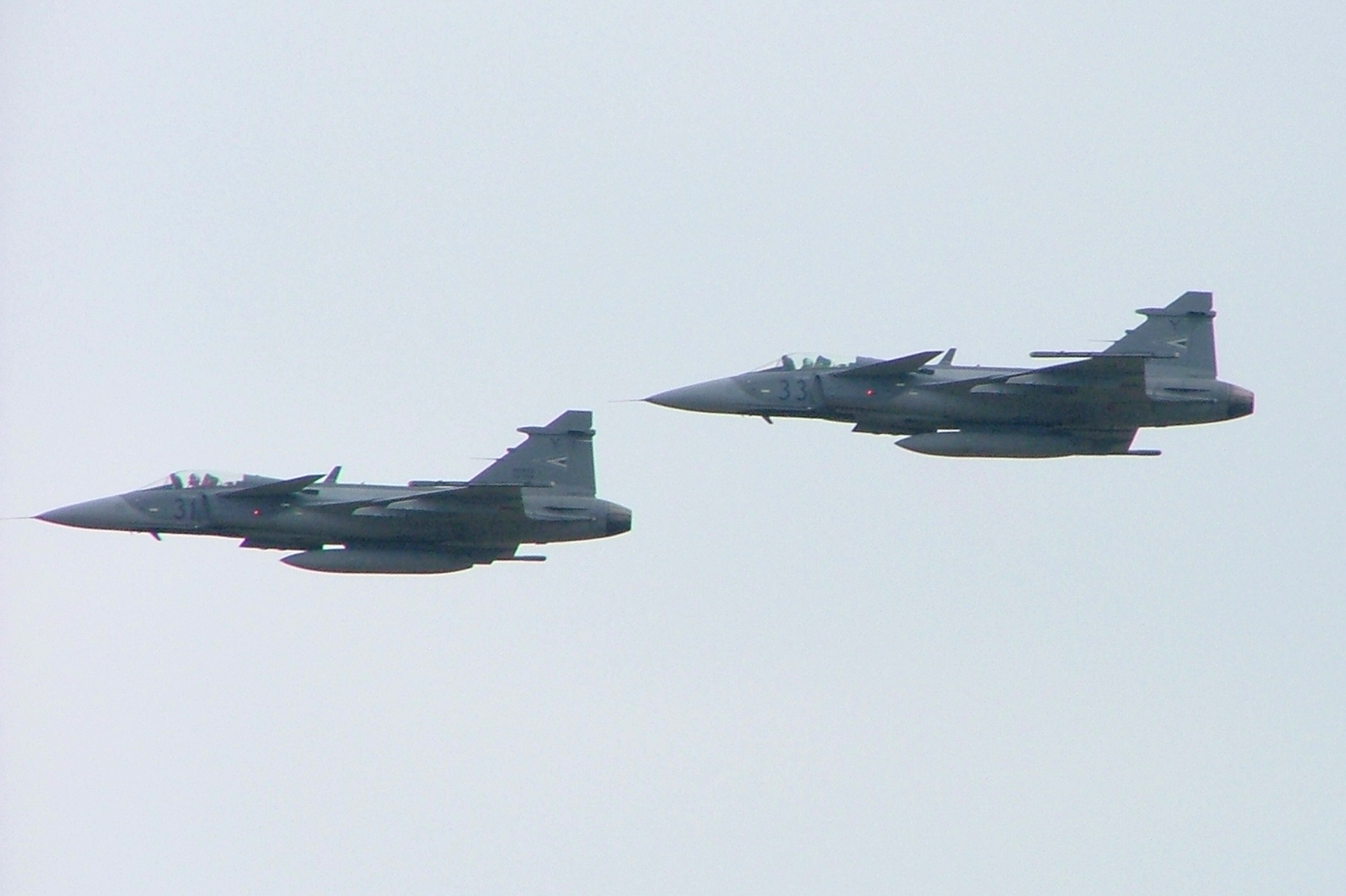
Gripen géppár
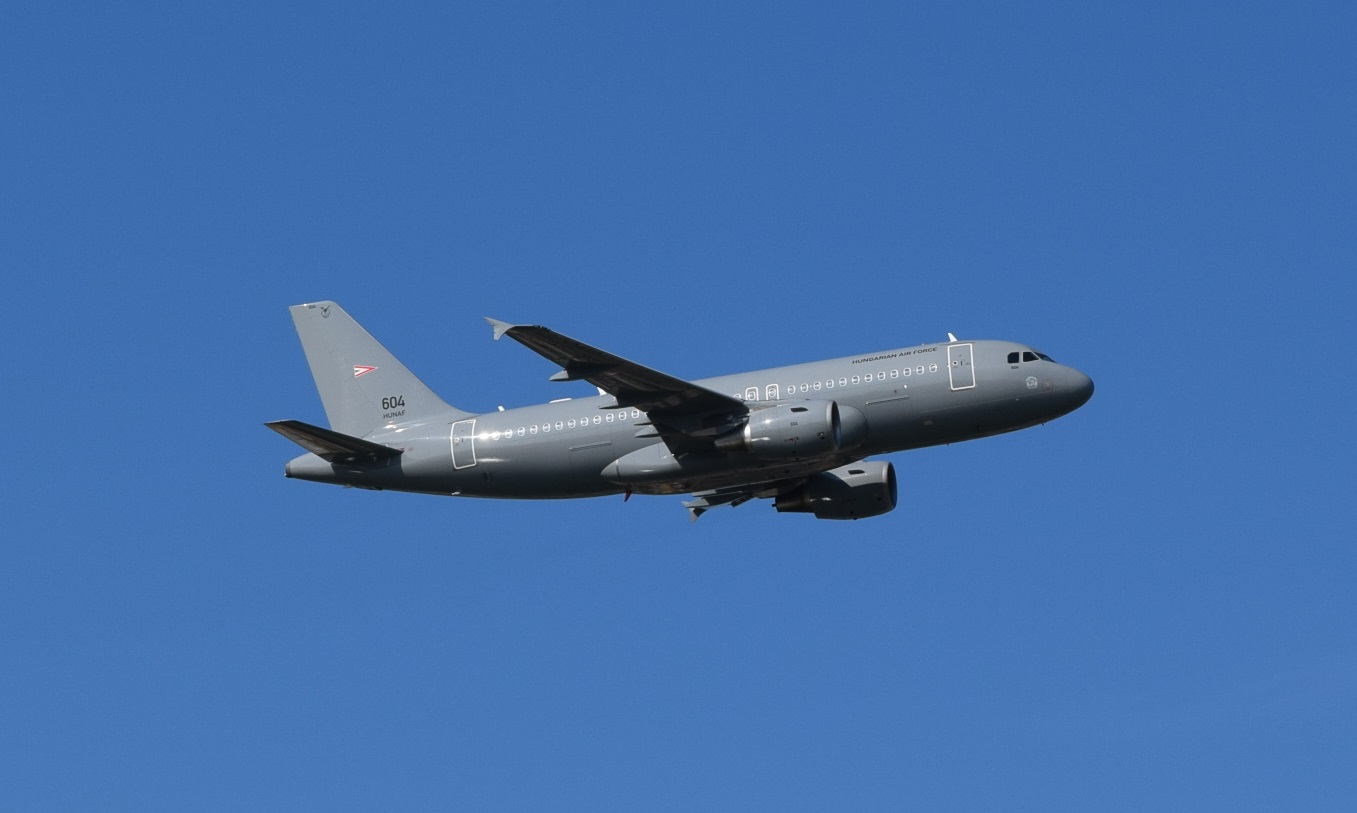
A légierő A319 repülőgépe
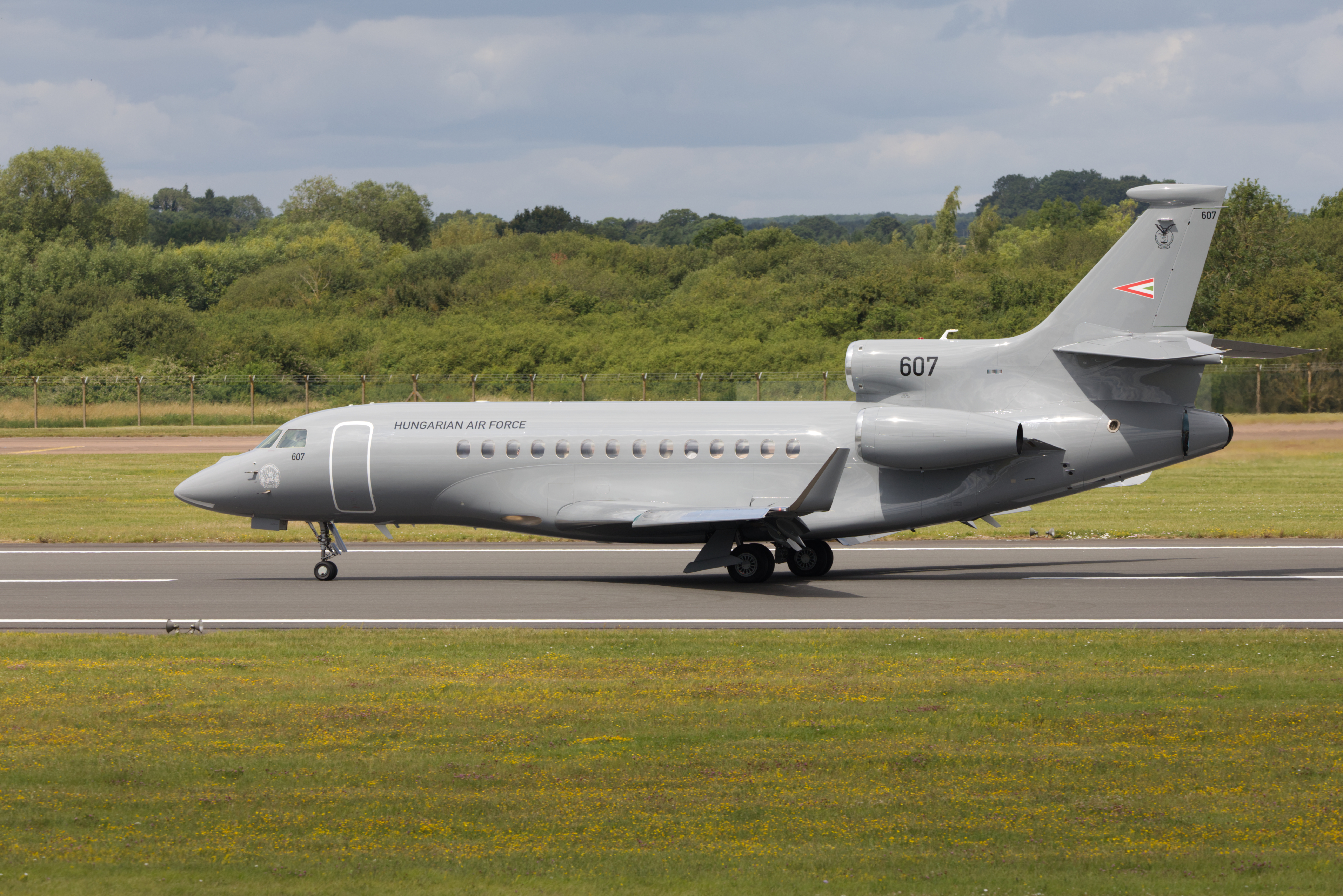
A légierő Falcon 7X gépe
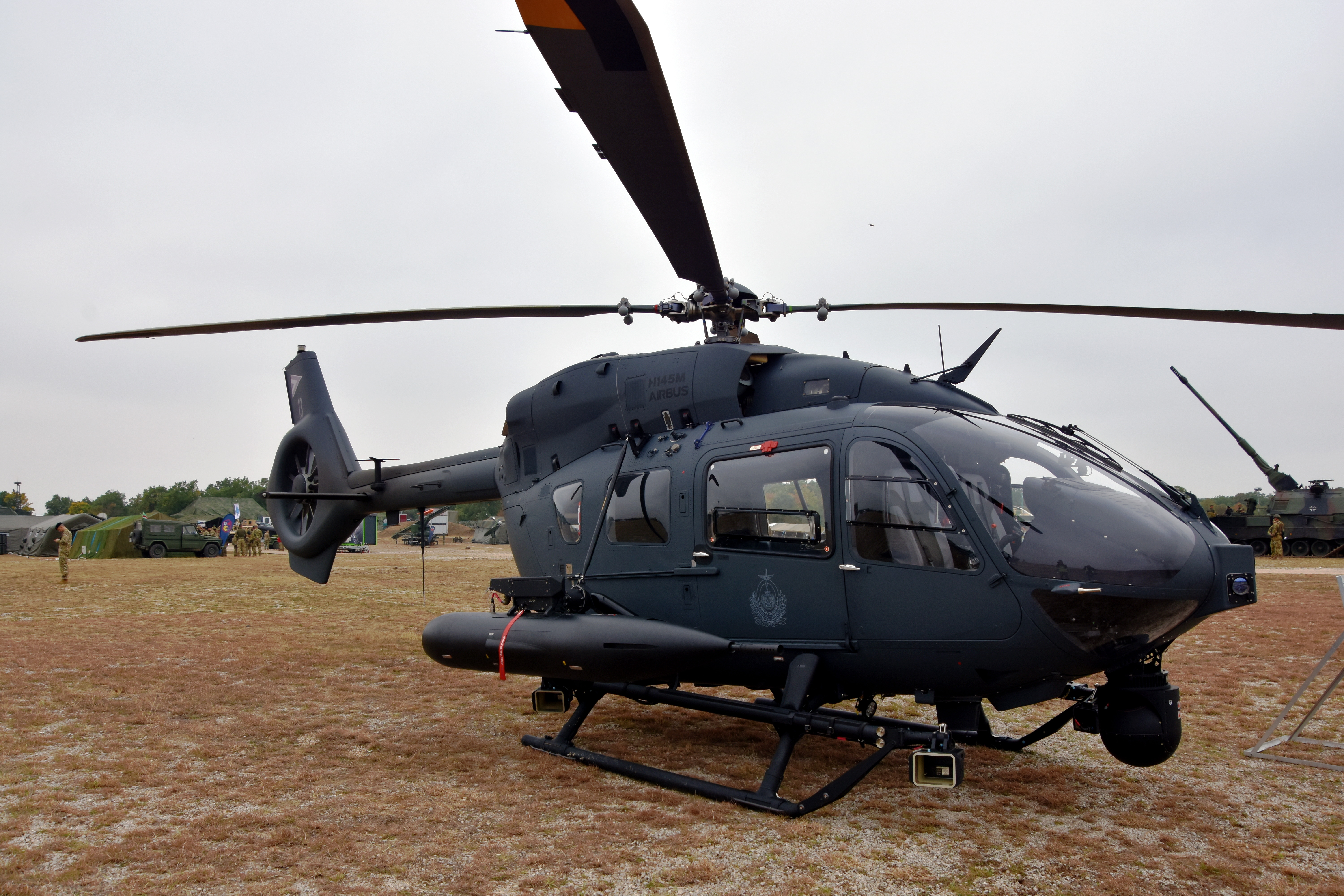
H145M helikopter könnyű támadó konfigurációban
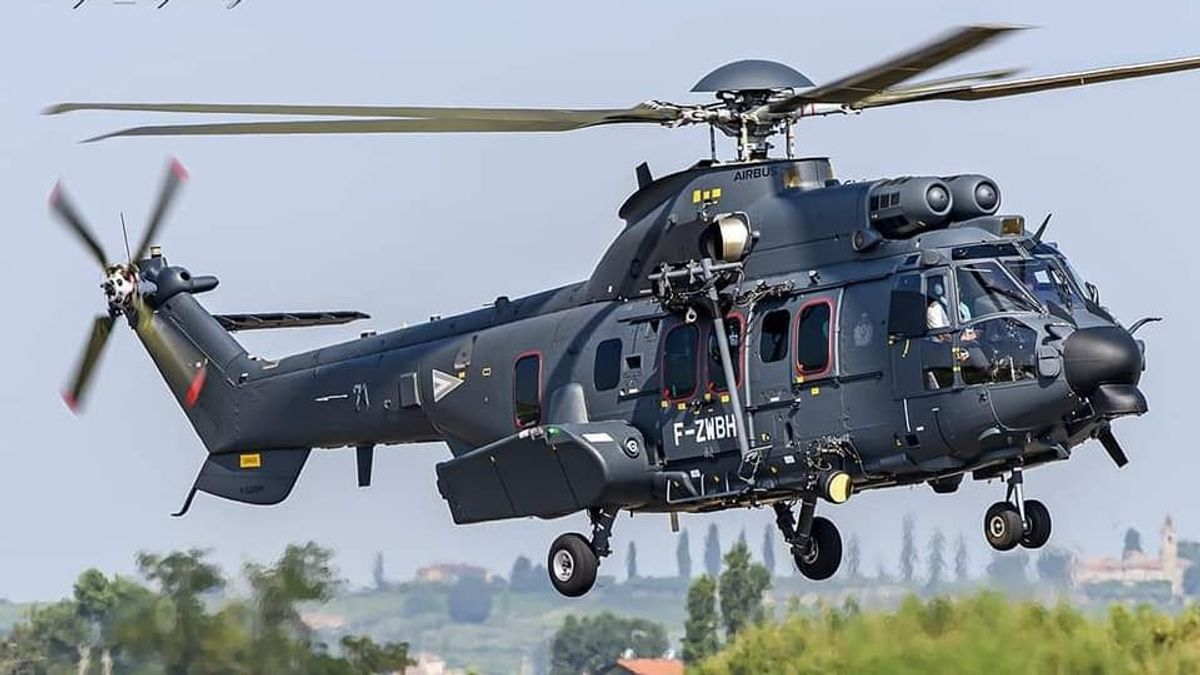
H225M közepes szállító helikopter
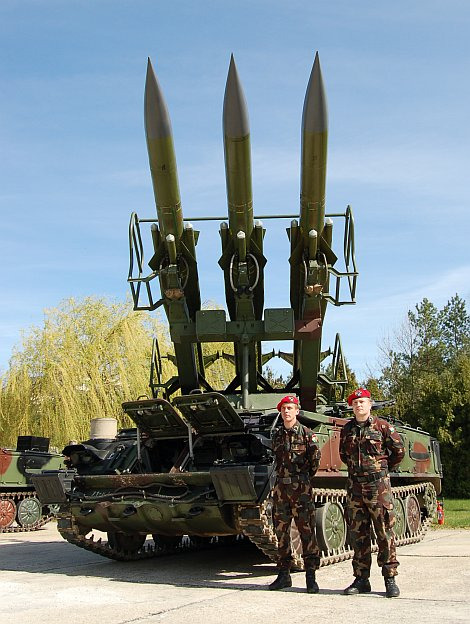
A  Kub légvédelmi rakétarendszert 2025-től a NASAMS váltja majd